# Gene Sarazen
Gene Sarazen (Harrison (New York), 27 februari 1902 – Naples (Florida), 13 mei 1999) was een professioneel golfer uit de Verenigde Staten. Hij won zeven Major Championships en was de eerste speler die alle Majors won en als eerste de career grand slam op zijn naam schreef.
Gene Sarazen werd geboren met de naam Eugenio Saraceni. Toen hij tien jaar werd, mocht hij gaan caddiën op de nabije golfclubs, en langzamerhand leerde hij ook om zelf te spelen. Enkele jaren later werd hij clubprofessional.
Sarazen overleed in Naples, Florida in 1999 ten gevolge van complicaties na een longontsteking. Hij was 97 jaar.

## Golfer
Sarazen was 20 jaar toen hij in 1922 het US Open en het PGA Championship won. Zijn grote rivalen waren zijn leeftijdgenoot Bobby Jones en de tien jaar oudere Walter Hagen. Zij domineerden de Amerikaanse golfgeschiedenis uit de twintiger jaren en maakten de sport populair. Uiteindelijk won de kleine Sarazen 39 PGA-toernooien. 
Sandwedge
Sarazen had een geheim wapen. In 1932 ontwikkelde hij de sandwedge, die tegenwoordig in geen enkele golftas ontbreekt. Hij won hiermee het Brits Open op de Prince's Golf Club. Tijdens zijn oefenrondes had hij hem verborgen gehouden. Hij noemde het toen zijn 'sand iron'. Bobby Jones had eerder een sandwedge ontworpen, maar als hij zijn bal daarmee sloeg raakte hij die bal vaak twee keer, dus die stok werd verboden. 
Sarazens model had een zwaardere achterkant, die een zandexplosie veroorzaakte, waardoor de bal wegvloog voordat hij nogmaals geraakt werd.
De Masters in 1935
Een van de beroemdste momenten uit zijn golfcarrière en van golfgeschiedenis in het algemeen speelde zich af tijdens de laatste ronde van de tweede editie van de Masters. Men noemt het wel the shot heard around the world. Op hole 15 stond hij drie slagen achter op de leider. Hij sloeg daar met een houten 4 de bal over een afstand van ruim 200 meter in de hole. Hij scoorde dus een albatros, een 2 op een par 5. Hij had met één slag zijn achterstand weggewerkt. Het toernooi eindigde in een play-off van 36 holes tegen Gary Wood. Sarazen won. Twintig jaar later werd de Sarazenbrug op Augusta naar hem genoemd om dit te herdenken. 

### Gewonnen
PGA Tour
- 1922: Southern (Spring) Open, US Open, PGA Championship
- 1923: PGA Championship
- 1925: Metropolitan Open
- 1926: Miami Open
- 1927: Long Island Open, Miami Beach Open, Metropolitan PGA
- 1928: Miami Beach Open, Miami Open, Nassau Bahama's Open, Metropolitan PGA
- 1929: Miami Open, Miami Beach Open
- 1930: Miami Open, Agua Caliente Open, Florida West Coast Open, Concord Country Club Open, United States Pro Invitational, Western Open, Lannin Memorial Tournament, Middle Atlantic Open
- 1931: Florida West Coast Open, La Gorce Open, Lannin Memorial Tournament
- 1932: True Temper Open, Coral Gables Open, US Open, British Open
- 1933: PGA Championship
- 1935: Masters Tournament, Massachusetts Open, Long Island Open
- 1937: Florida West Coast Open, Chicago Open
- 1938: Lake Placid Open
- 1941: Miami Biltmore International Four-Ball (met Ben Hogan)

Elders
- 1928 Miami International Four-Ball (met Johnny Farrell)
- 1939 Metropolitan PGA

### Teams
- Ryder Cup: 1927, 1929, 1931, 1933, 1935 en 1937.

## Senior golfer
Als senior golfer won Sarazen nog tweemaal het PGA Kampioenschap. Jarenlang was hij honorair starter bij de Masters. In de jaren 1981-1999 opende hij de Masters met Byron Nelson en Sam Snead door ieder een bal af te slaan vanaf de eerste tee. Op 71-jarige leeftijd maakte Sarazen nog een hole-in-one op hole 8 tijdens het Brits Open van 1973. Hij deed mee omdat het 50 jaar geleden was dat hij 50 jaar eerder het US Open had gewonnen.

### Gewonnen
- 1954: PGA Seniors' Championship
- 1958: PGA Seniors' Championship

## Bijzonderheden
- In 1974 werd Sarazen toegevoegd aan de World Golf Hall of Fame.
- In 1932 werd hij uitgeroepen tot Associated Press Male Athlete of the Year
- In 1978 kreeg hij een eredoctoraat van het Siena College in Loudonville, New York. In 1998 werd de studentenbond naar hem vernoemd. Jaarlijks keert zijn fonds een studiebeurs, de The Gene and Mary Sarazen Scholarship, uit aan studenten die uitblinken op persoonlijk en sportief vlak. Om dit fonds in stand te houden, wordt ieder jaar een golftoernooi gespeeld.
- In 1992 kreeg Sarazen de Bob Jones Award, de hoogste onderscheiding die de USPGA geeft aan mensen die veel voor de golfsport hebben betekend.
- In 1996 werd de eerste PGA Tour Lifetime Achievement Award aan hem uitgereikt.
- In 2000 stelde de Golf Digest hem op de 11de plaats als grootste golfer aller tijden.